# Schill Imre
Schill Imre (Budapest, 1888. május 31. – Budapest, Józsefváros, 1954. október 11.) belgyógyász, kórházi főorvos, egyetemi tanár, az orvostudományok kandidátusa (1952).

## Életpályája
Schill Salamon (1849–1918) klasszika-filológus, a Rabbiképző tanára és Frommer Jenny (1868–1954) fiaként született. A Budapesti VII. Kerületi Magyar Királyi Állami Főgimnáziumban érettségizett jeles eredménnyel (1905). Felsőfokú tanulmányait a Budapesti Tudományegyetem Orvostudományi Karán végezte (1905–1910). Egyetemistaként, 1908 és 1910 között, a Tangl Ferenc vezetése alatt álló Élet és Kórvegytani Intézetben sajátította el a laboratóriumi munka manuális részét. Diplomája megszerzése után a Korányi Sándor által vezetett Klinikára került díjtalan gyakornoknak. Amikor Bálint Rezső átvette az I. sz. Belklinika irányítását, magával vitte Schillt, s ott dolgozott az első világháború kitöréséig. Az 1916-os évig csapatorvosi szolgálatot teljesített, majd a Rokkantügyi Hivatal által fenntartott különleges rózsahegyi gyógyintézetbe került helyettes osztályvezető főorvosnak. Az intézet vezető főorvosa Tállyai Róth Miklós volt, aki szintén Korányi tanítványa volt. A háború után visszakerült az I. sz. Belklinikára díjas gyakornoknak. 1919 szeptemberétől gyakornoki díjazással fizetéstelen tanársegédként dolgozott. 1922-ben II. tanársegéd, 1925 szeptemberétől a Klinika I. tanársegédje volt. 1928-ban a „mellkasi szervek megbetegedései“ című tárgykörből magántanárrá habilitálták. Bírálói Korányi Sándor és Bálint Rezső voltak. Ugyanebben az évben megválasztották a Pesti Izraelita Hitközség Kaszab-féle Poliklinikájára főorvosnak. Négy évvel később osztályvezető főorvossá nevezték ki. 1944 októberében munkaszolgálatra, sáncásásra hurcolták, de sikerült megszöknie és a háború végéig az Akácfa utcában felállított gettó-szükségkórházban dolgozott. A háború után a tudományos irodalom művelése és az egyetemi oktatás terén kifejtett működésé elismeréséül az egyetemi rendkívüli tanári címet adományozták számára. 1949-ben személyi különbözőségek miatt megvált a Zsidókórháztól és átvette a Szent Rókus Kórház I. számú Belgyógyászati Osztályának vezetését.
Házastársa Ligeti Klára (1889–1967), akivel 1951-ben kötött házasságot.
A Kozma utcai izraelita temetőben (5B parcella, 7. sor, 1. sírhely) nyugszik. Temetésén a Rókus Kórház orvosainak nevében Kubányi Endre, a szakszervezet nevében Gráf Ferenc mondott beszédet.

## Művei
- A phloridzin-hatás lényege. A phloridzin hatása a szőlőczukor égésére. (Orvosi Hetilap, 1914, 48.)
- Könnyebb tüdőbetegek szabadságolása alkalmával szerzett tapasztalatok. Statisztikai tanulmány. (Orvosi Hetilap, 1917, 38.)
- Mellkasi folyadékfelhalmozódást utánzó májtályog esete. (Orvosi Hetilap, 1917, 43.)
- A mesterséges pneumothorax befolyása a contralateralis tüdőfélre. (Orvosi Hetilap, 1920, 21–22.)
- Felhasználható-e Basedow-kórnál respiratiós vizsgálat helyett az adrenalinérzékenység meghatározása? Csépai Károllyal. – A vérnyomás befolyásolása vízkísérlettel. Patai Józseffel. – Streptothrix által előidézett pleuropneumonia esete. (Orvosképzés, 1924, 3.)
- A vér maradéknitrogenjének mesterséges befolyásáról intravénás ureuminjectiókkal. Kunze Jánossal. (Magyar Orvosi Archívum, 1924, 25.)
- A mesterséges pneumothorax-szal kezelt tüdőbetegek vitalcapacitásának, pneumothorax nyomásának és tüdőcollapsusának összefüggéséről. (Orvosképzés. 1925, 1.)
- Polymyositis esete. (Orvosi Hetilap, 1925, 38.)
- Az alsó tüdőhatár topographikus kopogtatásáról. (Orvosi Hetilap, 1927, 28.)
- A vörösvérsejtek felismeréséről vizeletüledékben. (Orvosi Hetilap, 1927, 29.)
- Adatok a respiratiós vizsgálatok methodikájához I. A légzés mélységének változásáról respiratiós vizsgálat közben. Doleschall Frigyessel. – Adatok a respiratiós vizsgálatok methodikájához. II. A respiratiós vizsgálat befolyásáról az alveolaris CO2-tensióra Basedow-kóros és normális egyénen. Weiss Istvánnal. (Magyar Orvosi Archívum, 1927, 28.)
- Adatok a respiratiós vizsgálatok methodikájához. III. A Krogh-féle eljárás hatása a légzés egyenletességére. Baitz Gézával. – Adatok a respiratiós vizsgálatok methodikájához. IV. A respiratiós anyagcsere viselkedése hosszantartó kísérletben. (Magyar Orvosi Archívum, 1928, 29.)
- Az adrenalin hatásáról a respiratiós gázcserére Addison- és Basedow-kórnál. (Magyar Orvosi Archívum, 1929, 30.)
- A statika munka hatása a gázcserére. Ernst Zoltánnal. – A hypophysis hátsólebenykivonatának hatása a gázcserére. Fernbach Józseffel. (Magyar Orvosi Archívum, 1930, 31.)
- Az insulin-kezelés alatt fellépő anaphylaxiaszerű állapot megelőzéséről. (Orvosi Hetilap, 1931, 28.)
- Addison kór mellékveseetetésre javult, 2½ éve észlelt esete. (Orvosi Hetilap, 1931, 29.)
- A classikus physikalis vizsgálómódszerek és a Röntgen-vizsgálat határairól a tüdő és mellhártya betegségeinek diagnostikájában. (Orvosi Hetilap, 1932, 3.)
- A „vicariáló emphysema“. (Orvosi Hetilap, 1935, 45.)
- Látszólagos positiv venapulsus. (Orvosi Hetilap, 1938, 7.)
- A pneumothoraxnyomás izzadmány mellett. (Orvosi Hetilap, 1938, 14.)
- Centrális eredetű múló hypertonia agyvérzés kíséretében. (Orvosi Hetilap, 1939, 25.)
- Sorozatos sinusextrasytolék vezetési zavarral. (Orvosi Hetilap, 1942, 23.)
- A háború- és az ostromokozta nélkülözések és túlerőltetések hatása a belgyógyászati betegségekre. (Orvosok Lapja, 1946, 1.)
- Az ágyéki és kereszttáji fájdalom diagnosztikája. (Orvosok Lapja, 1946, 25.)
- Megfigyelések extrasystoliás bigeminiában. (Orvosok Lapja, 1947, 25.)
- A vérátömlesztés complicatióinak elkerüléséről. (Orvosok Lapja, 1947, 52.)
- A mesterséges pneumothorax és a normális tüdő kopogtatási hangja. (Orvosi Hetilap, 1948, 21.)
- Megfigyelések a vénás pulsusról. (Orvosok Lapja, 1948, 32.)
- A diagnostics májpunctio. (Orvosok Lapja, 1948, 33.)
- A mellkas hintamozgása. (Orvosi Hetilap, 1950, 18.)
- A balneo-physikotherapia indikációi a nem rheumás belgyógyászati betegségekben. (Orvosi Hetilap, 1950, 31.)
- A kyphoskolitikusok légzésmechanizmusa. (Orvosi Hetilap, 1951, 17.)
- Az epigastrialis pulsatió. (Orvosi Hetilap, 1951, 39.)
- A gyakorlatból a gyakorlatnak. (Orvosi Hetilap, 1952, 23.)
- Cardialisan decompensált diabetes insipidus víztelenítése. (Orvosi Hetilap, 1952, 32.)
- Megfigyelések a vérnyomásról. (Orvosi Hetilap, 1952, 37.)
- A Basedowkórosok lehető gyors és biztonságos műtéti előkészítése. (Orvosi Hetilap, 1952, 44.)
- A hypertonia betegség befolyásolhatóságának megítélése. (Orvosi Hetilap, 1953, 17.)
- Az Rh-factor és jelentősége. (Orvosi Hetilap, 1954, 18.)

## Díjai, elismerései
- Koronás arany érdemkereszt a vitézségi érem szalagján
- II. osztályú Vöröskereszt érdemérem